# Ignacio Romero Vargas
Ignacio Romero Vargas fue un militar y político mexicano, gobernador de Puebla de 1869 a 1875.

## Biografía
Nació en Acatzingo de Hidalgo, en el Estado de Puebla el 23 de octubre de 1835, hijo del licenciado José Manuel Romero.
Su carrera militar inició en 1856, distinguiéndose en el sitio liberal en contra del conservador Antonio de Haro y Tamariz.
Después militó en las filas liberales bajo las órdenes de Ignacio de la Llave, defendiendo la ciudad de Matamoros contra el general Plutarco González logrando escapar. Fue Secretario del Congreso Local de Puebla y en 1861 fungió como jefe político del Distrito de Puebla. Sin tener colocación en el Ejército de Oriente participó junto a su escolta en la Batalla de Puebla el 5 de mayo de 1862 y en la defensa de la misma ciudad en el Sitio de Puebla de 1863 en el Fuerte de Loreto, fue hecho prisionero por los imperialistas en Teziutlán el 9 de enero de 1864, siendo enviado como prisionero a Europa.
Tras la caída de Maximiliano de Habsburgo, regresó a Puebla. Fue nombrado por Benito Juárez como gobernador de Puebla, puesto que desempeñó desde marzo de 1869 a noviembre de 1875 exceptuando el periodo de marzo a julio de 1872, durante El Plan de la Noria encabezado por Porfirio Díaz, siendo suplido por el general Ignacio R. Alatorre.
Porfirio Díaz le nombró ministro plenipotenciario de México en Berlín.
Se distinguió también como poeta y ensayista, siendo autor de la Defensa de Judas y sonetos. Es autor de la Ensaladilla de Las Calles de Puebla. Murió en 1895.
Actualmente una colonia del norponiente de la Ciudad de Puebla lleva su nombre en su honor.

## Puente
Antiguamente la Ciudad de Puebla era cruzada de norte a sur por el Río San Francisco, y por lo tanto era importante contar con puentes para poder conectar la traza española con los barrios circunvecinos. Se inició la construcción de un Puente a un costado del Templo de San Roque en 1874. Siendo detenidas las obras por orden del Gobernador Ignacio Romero Vargas debido a la situación económica que se padecía en aquel momento. Sin embargo por presión de diversos factores políticos, el gobernador cedió. Acordándose terminar el puente a la brevedad posible, y colocando a su finalización las siguientes placas en el puente: En la banda Sur: 

"Puente de Romero Vargas - ingeniero constructor c. Emilio Rodríguez 30 de julio de 1875"

 En la banda Norte:

" El Honorable Ayuntamiento de 1874 ordenó la construccion de este puente haciéndolo por su comision el c. regidor Manuel Azpiroz "

El puente fue estrenado el 31 de julio de 1875, día de San Ignacio, por ser onomástico del Gobernador. Se desató una polémica mediática dado que era acostumbrado dar ese tipo de honores a personas ya fallecidas, pero al final se impuso la costumbre y el puente dio su nombre a la calle entera. Este puente fue ampliado durante el siglo XX para permitir el paso de automóviles y finalmente fue demolido al ser embovedado el Río San Francisco en 1962 para dar origen al Boulevard Héroes del 5 de mayo.

## Junta auxiliar
Bajo el gobierno del general Juan Crisóstomo Bonilla, (1880-1884), se establecieron familias en terrenos cercanos al Puente de México y el antiguo cerro de Uranga, ubicado al norponiente de la Ciudad de Puebla, en una amplia franja ejidal perteneciente al municipio de Cuautlancingo. Estas familias estaban posiblemente integradas por excombatientes republicanos que lucharon durante la Guerra de Reforma y la Segunda Intervención Francesa. A esta población se le denominó inicialmente Pueblo Nuevo, pero oficialmente por decreto del H. Congreso del Estado con fecha de 1910, se le designó como Ignacio Romero Vargas. Actualmente y sobre la base de un decreto del H. Congreso del Estado fechado en 1962, el territorio de la colonia Ignacio Romero Vargas paso a integrarse al Municipio de Puebla bajo la forma administrativa de Junta Auxiliar.